# Большие Аснашены
Большие Аснашены (рум. Hăsnășenii Mari, Хэснэшений Марь) — село в Дрокиевском районе Молдавии. Относится к сёлам, не образующим коммуну.

## География
Село расположено на высоте 116 метров над уровнем моря.

## Население
По данным переписи населения 2004 года, в селе Большие Аснашены проживает 1884 человека (913 мужчины, 971 женщина).
Этнический состав села:
| Национальность | Число жителей | Процентный состав |
| -------------- | ------------- | ----------------- |
| молдаване      | 1838          | 97.56             |
| украинцы       | 19            | 1.01              |
| румыны         | 14            | 0.74              |
| русские        | 12            | 0.64              |
| гагаузы        | 1             | 0.05              |
| Всего          | 1884          | 100%              |